# Chiappinoïta-(Y)
La chiappinoïta-(Y) és un mineral de la classe dels silicats. Rep el nom en honor del col·leccionista Luigi Chiappino, de Milà, Itàlia, qui va descobrir el mineral.

## Característiques
La chiappinoïta-(Y) és un silicat de fórmula química Y₂Mn(Si₃O₇)₄. Va ser aprovada com a espècie vàlida per l'Associació Mineralògica Internacional l'any 2014. Cristal·litza en el sistema ortoròmbic. La seva duresa a l'escala de Mohs és 6.
Els exemplars que van servir per a determinar l'espècie, el que es coneix com a material tipus, es troben conservats a les col·leccions mineralògiques del Museu d'Història Natural del Comtat de Los Angeles, a Los Angeles (Califòrnia) amb els números de catàleg: 64166, 64167, 64168, 64169 i 64170.

## Formació i jaciments
Va ser descoberta al volcà Água de Pau, situat a l'illa de São Miguel, a les Açores (Portugal). Es tracta de l'únic indret de tot el planeta on ha estat descrita aquesta espècie mineral.